# Turners Hill
Turners Hill est un village du Mid Sussex dans le Sussex de l'Ouest, en Angleterre. La paroisse couvre une superficie de 1 390 hectares et compte une population de 1 849 habitants (recensement de 2001), puis 1 919 au recensement de 2011.

## Jumelage
Saint-Léger-en-Yvelines (France) : depuis le 30 mai 1993